# Civello
Civello (Civell in dialetto comasco) è una frazione del comune di Villa Guardia, in provincia di Como.

## Geografia fisica
Civello occupa la porzione di territorio comunale a sud della via Varesina, ultime propaggini collinari prima di una zona pianeggiante compresa tra Cassina Rizzardi, Luisago, Lucino e Grandate.

## Storia
Secondo quanto emerge dall'elenco delle comunità facenti parte della Pieve di Fino annessa agli Statuti di Como del 1335, un'antica denominazione di Civello sarebbe stata Ginadello.
Sempre inserito nella stessa pieve anche ai tempi del Ducato di Milano, nel 1751 il comune di Civello risulta essersi già redento dall'infeudazione (redenzione per la quale, in quell'anno, era ancora soggetto a un pagamento quindecennale) e comprendere anche il cassinaggio di Brugo.
Un decreto di riorganizzazione amministrativa del Regno d'Italia napoleonico datato 1807 sancì, per Civello, l'annessione dei comuni di Maccio e di Luisago decisione poi cancellata dalla Restaurazione.
Civello fu definitivamente fuso con Maccio in Villa Guardia nel 1928.

## Monumenti e luoghi d'interesse

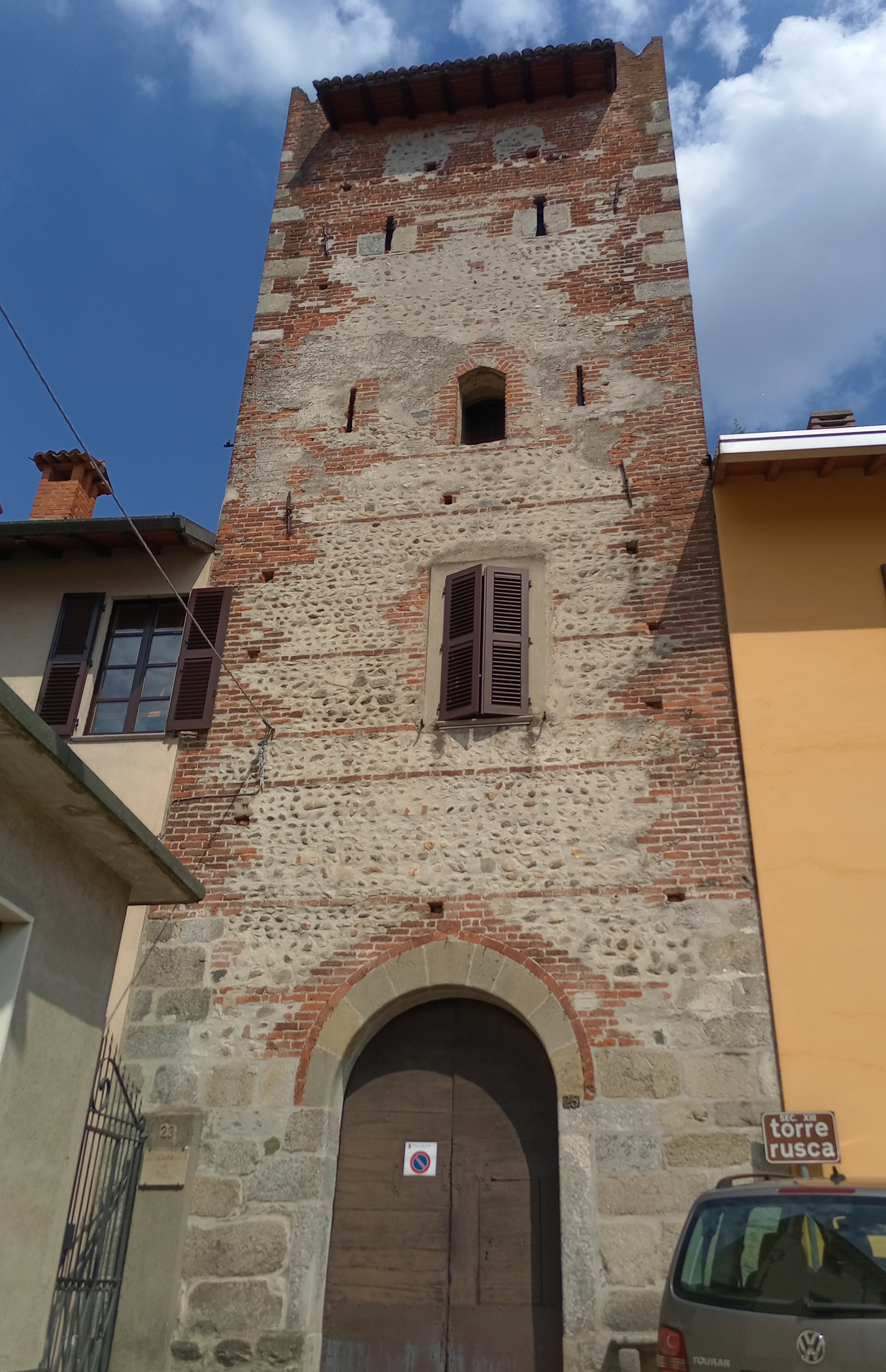
Torre Rusca

### Torre Rusca
La torre Rusca è tutto quello che resta del castello di Civello, eretto da Loterio Rusca, nel 1260, durante il periodo delle dispute territoriali tra i comuni di Como e di Milano. La demolizione del castello avvenne nel 1527, per mano delle truppe di Carlo V, al fine di smantellare una prigione controllata da Gian Giacomo Medici. 

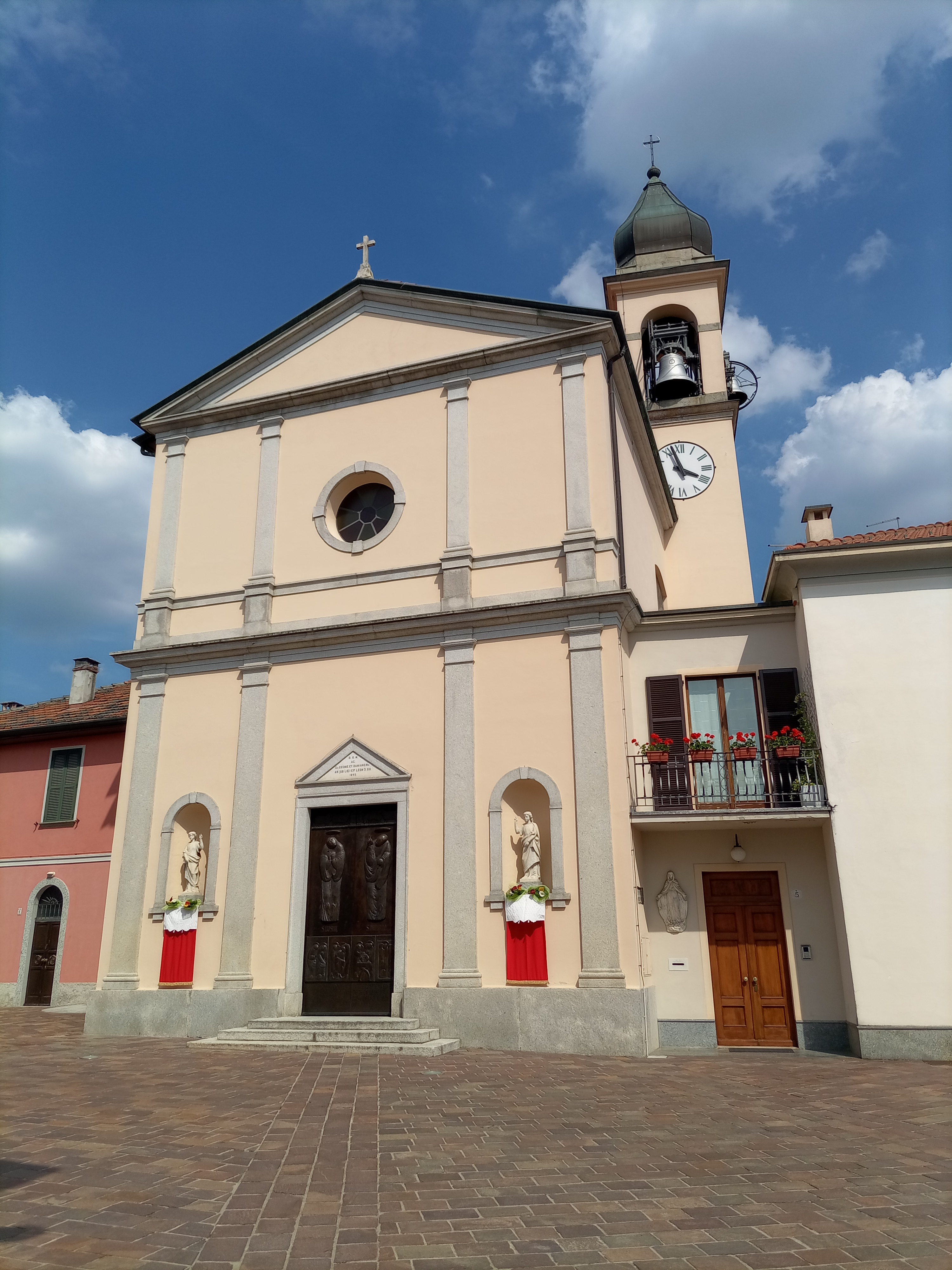
Chiesa dei SS. Cosma e Damiano

### Parrocchiale dei Santi Cosma e Damiano
La prima costruzione della chiesa parrocchiale dei Santi Cosma e Damiano, si fa risalire allo stesso periodo del castello (si pensa che vi fosse inserita). Già attestata intorno all'anno 1200, la chiesa fu in seguito distrutta, ricostruita nel XVIII secolo e, nel secolo successivo, ulteriormente modificata su progetto di Simone Cantoni. Fino al 29 maggio 1493, la chiesa fu alle dipendenze della chiesa di Santa Maria di Maccio. 
All'interno della chiesa dei Santi Cosma e Damiano sono custodite alcune tele: la Vergine con Bambino e Santi e Cristo Giudice e Salvatore, collocate sui due lati opposti del presbiterio. Autori ne sono due maestri di primo piano nella pittura lombarda tra il Cinquecento e il Seicento: Camillo Procaccini e Giovanni Battista Crespi, detto "il Cerano". Di notevole pregio è il portone della chiesa, forgiato in bronzo dallo scultore contemporaneo Severino Trinca.
Durante le celebrazioni per i santi patroni si può assistere alla processione per le vie del paese e all'incanto dei canestri. Le famiglie donano alle parrocchie i prodotti della terra (verdura, frutta, animali da cortile), della cucina e dell'artigianato per essere messi all'asta.

## Amministrazione (fino al 1928)
Elenco dei Sindaci.
| Periodo | Periodo | Primo cittadino   | Partito | Carica  | Note |
| ------- | ------- | ----------------- | ------- | ------- | ---- |
| 1860    | 1875    | Lodovico Truffini |         | Sindaco |      |
| 1875    | 1882    | Luigi Negretti    |         | Sindaco |      |
| 1883    | 1889    | Giulio Truffini   |         | Sindaco |      |
| 1890    | 1892    | Emilio Camozzi    |         | Sindaco |      |
| 1892    | 1905    | Michele Clavenna  |         | Sindaco |      |
| 1905    | 1914    | Enrico Arrighi    |         | Sindaco |      |
| 1914    | 1920    | Pietro Pizzata    |         | Sindaco |      |
| 1920    | 1926    | Severino Gaffuri  |         | Sindaco |      |
| 1926    | 1928    | Vincenzo Benini   |         | Podestà |      |